# Fabrice Awong
Fabrice Awong né le 14 février 1991 à Colmar est un footballeur français international guyanais. Il évolue au poste d'attaquant avec Iraklis Psachna FC en troisième division grecque et avec la sélection de la Guyane.

## Biographie

### En club
De 2010 à 2013, il joue pour le club galicien de Club Lemos (gl), d'abord replacé latéral avant de finalement revenir en pointe.
En août 2013, il signe son premier contrat professionnel dans le club grec du GS Kallithéa.
Après un an sans pouvoir jouer, il signe en octobre 2015 dans le club de troisième division grecque Irakis Psacgna FC, à Psachná dans l'Eubée,.

### En sélection
Il est sélectionné pour la première fois en sélection de Guyane par Steeve Falgayrettes à l'occasion d'un match amical contre le Suriname le 27 mai 2014. Il est ensuite retenu dans le groupe guyanais pour les Qualifications à la Coupe caribéenne des nations 2014. Il marque trois buts durant la compétition, dont son premier but international le 30 mai de la même année contre les Îles Vierges britanniques. Le match suivant, contre les Îles Turques-et-Caïques, il est l'auteur d'un doublé.

## Palmarès
- Avec le Club Lemos (gl) :
  - Champion de Primeira Autonómica[N 1] en 2012